# 鈴木凌
鈴木 凌（すずき りょう、1998年〈平成10年〉12月22日 - ）は、日本のソロアーティスト。Netflix配信番組「timelesz project」（タイプロ）の元候補生。東京都出身。血液型はA型。

## 来歴
高校3年生の頃にスカウトを受けたことをきっかけに、芸能の道に興味を持つ。
2017年8月から2019年2月まで、11人組アイドルグループ「YsR（仮）」として活動。担当カラーは緑色。JO1の白岩瑠姫と同じグループ。
2020年4月から2023年1月まで、コレオクロスとJOL原宿が手がけるアイドルグループ「Mr.LOVER」として活動。担当カラーは紫色。XYのHAYATOと同じグループ。
2024年5月、timelesz project参加時の肩書きはスマホケース販売員。働きながらオーディションに挑み、5次審査の12名まで勝ち残る。
2025年3月1日、公式ファンクラブを開設。
2025年4月2日よりinterfm×AuDeeによる地上波ラジオ「鈴木凌、幸せになってもいいですかっ？」のパーソナリティを務める。
2025年7月22日、自身初となるイベント「鈴木凌 Greeting Party vol.1」第1部にてSHE「SHElikes」のアンバサダーに就任することを発表。同社のアンバサダーを男性が務めるのは初めてのことである。

## 人物
- 身長173cm。
- 好きな食べ物はもんじゃ。好きな色は紫色。
- 座右の銘は「不言実行」[5]。
- カニンヘンダックスを2匹飼っている。名前はアイルとリリィ。
- 趣味はゲーム、バスケットボール、スノーボード、アニメ、映画、カフェ巡り、海外旅行、わんちゃんと遊ぶ。
- 特技はゲーム、早起き、暗記能力、宇宙人の手。
- 学生時代はバスケットボール部に所属し、高校時代には部長を務めた[6]。
- 影響を受けたアーティストは、清水翔太、槇原敬之、サザンオールスターズ、西島隆弘[6]。

## 出演

### ラジオ番組
- 鈴木凌、幸せになってもいいですかっ?（2025年4月2日 - 、interfm） - パーソナリティ
- 山崎怜奈の誰かに話したかったこと。 第934回（2025年6月5日、TOKYO FM） - 「誰かに聞きたかったこと。」ゲスト

### 雑誌
- 月刊わんこ vol.19（ジェイロック）
- CanCam 2025年8月号（小学館）
- MAQUIA - MAQUIAオンライン（集英社）

### CM
- SHE「SHElikes」（2025年7月22日 - ）[7]

## ディスコグラフィ

### 参加楽曲
YsR（仮）
| リリース日     | タイトル |
| -------------- | -------- |
| 2018年12月18日 | ZION     |

Mr.LOVER
ミニアルバム
| リリース日    | タイトル |
| ------------- | -------- |
| 2020年4月16日 | START    |

デジタルシングル
| リリース日    | タイトル |
| ------------- | -------- |
| 2020年11月1日 | Why      |

シングル
|     | リリース日    | タイトル    |
| --- | ------------- | ----------- |
| 1st | 2021年5月31日 | FIRE ALARM  |
| 2nd | 2022年8月1日  | エンドレス8 |

アルバム
| リリース日    | タイトル        |
| ------------- | --------------- |
| 2022年2月26日 | The 1st JOURNEY |